# Поляновце
Поляновце (словац. Poľanovce) — село и одноимённая община в районе Левоча Прешовского края Словакии. В письменных источниках начинает упоминаться с 1270 года.

## География
Село расположено в юго-западной части края, при автодороге 3218. Абсолютная высота — 556 метров над уровнем моря. Площадь муниципалитета составляет 12,22 км².

## Население
| Год:                | 1994 | 2004     | 2014    | 2024    |
| ------------------- | ---- | -------- | ------- | ------- |
| Количество человек: | 307  | 175      | 172     | 160     |
| Разница:            |      | −42,99 % | −1,71 % | −6,97 % |

По данным последней официальной переписи 2021 года, численность населения Поляновце составляла 160 человек.
Национальный состав населения (по данным переписи населения 2011 года):
| Национальность | Численность, человек |
| -------------- | -------------------- |
| словаки        | 176                  |
| не указана     | 6                    |

Национальный состав населения (по данным переписи населения 2021 года):
| Национальность | Численность, человек |
| -------------- | -------------------- |
| словаки        | 158                  |
| венгры         | 1                    |
| чехи           | 1                    |

По данным переписи 2021 года, в конфессиональном составе населения преобладали католики (91,2 %), православные христиане (2,5 %) и греко-католики (1,3 %).

## Достопримечательности
В селе находится католический костёл Успения Пресвятой Девы Марии.